# Хекман, Отто
Отто Хекман (нем. Otto Hermann Leopold Heckmann, 1901 −1983) — немецкий астроном.

## Биография
Родился в Опладене (ныне — район Леверкузена), в 1925 окончил Боннский университет. В 1925—1927 работал в обсерватории в Бонне, в 1927—1941 — в Гёттингене. С 1941 — профессор астрономии Гамбургского университета, в 1941—1962 — директор Гамбургской обсерватории. В 1962—1969 — первый директор Европейской южной обсерватории в Чили.
Основные труды — в области динамики звездных систем и космологии. Определил точные положения и собственные движения звезд в звездных скоплениях. Изучение собственных движений в скоплении Гиады позволило ему определить нуль-пункт шкалы фотометрических расстояний. Инициатор и организатор международного проекта — «Третьего каталога Немецкого астрономического об-ва» (AGK3), который содержит собственные движения 180 000 звезд.
Член Гёттингенской АН, Парижской АН, Бельгийской королевской академии наук, литературы и изящных искусств, Шведской королевской академии наук, председатель Немецкого астрономического общества (1952—1957), вице-президент (1955—1961) и президент (1967—1970) Международного астрономического союза.
Лауреат премии Жюля Жансена Французского астрономического общества (1962), медали Джеймса Крейга Уотсона Национальной АН США (1963), медали Кэтрин Брюс Тихоокеанского астрономического общества (1964).
В его честь назван астероид № 1650.

## Публикации
- Theorien der Kosmologie. Berlin: Springer, 1942 und 1968
- Sterne, Kosmos, Weltmodelle. München: Piper, 1976 (auch dtv-Taschenbuch)